# Стіпе
Стіпе, - хорватське чоловіче ім'я. Це варіант імені Стефан, і популярний в районах, населених хорватами в зоні ікавського наріччя.  
Це може стосуватися: 

## В спорті
- Хорватські футболісти: 
  - Стіпе Баладжич (1968-), хорватський футболіст
  - Стіпе Матич (1979-), хорватський футболіст
  - Стіпе Плетикоса (1979-), хорватський футболіст
  - Стипе Лапич (1983-), хорватський футболіст
  - Стіпе Бачелич-Грегич (1988-), хорватський футболіст
- В інших видах спорту: 
  - Стипе Божич (1951-), хорватський альпініст
  - Стіпе Дрю (нар. Дривич), (1973-), хорватський боксер
  - Stipe Модрич (1979-), хорватсько-словенський баскетболіст та тренер
  - Стіпе Міочич (1982-), хорватсько-американський змішаний бойовий артист; також фельдшер

## В інших галузях
- Стіпе Шувар (1936–2004), хорватський політик
- Стіпе Ерчег (1974-), німецько-хорватський актор

## Дивитися також
- Степан